# Hieracium breadalbanense
Hieracium breadalbanense es una especie de planta con flor del género Hieracium, de la familia Asteraceae, orden Asterales.

## Distribución
Hieracium breadalbanense se distribuye por Escocia.

## Taxonomía
Fue descrita científicamente por F. Hanb. Fue publicada en J. Bot. 30: 261 (1892).